# Oscaecilia koepckeorum
Oscaecilia koepckeorum es una especie de anfibio gimnofión de la familia Caeciliidae.
Es endémica de la cuenca del río Itaya, del departamento de Loreto (Perú). Habita en terreno situado a una altitud de unos 200 m s. n. m.